# Irena Jarocka

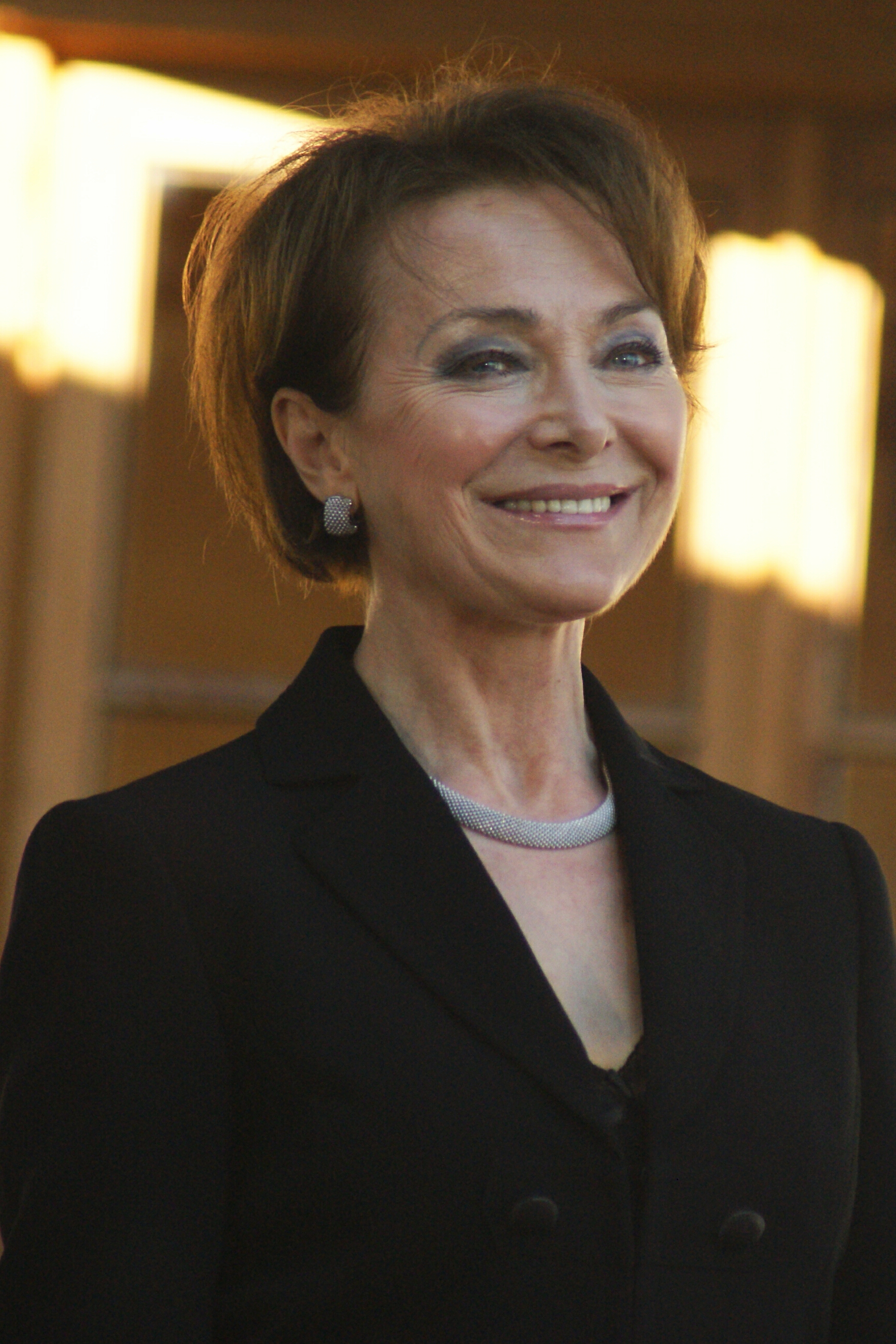
Irena Jarocka

Irena Wanda Jarocka (sinh ngày 18 tháng 8 năm 1946 - mất ngày 21 tháng 1 năm 2012) là một ca sĩ người Ba Lan.  

## Sự nghiệp
Jarocka ra mắt công chúng vào năm 1968 tại Liên hoan Sopot. Từ năm 1969 đến năm 1972, bà sống ở Paris nhờ được nhận học bổng của trường thanh nhạc nổi tiếng Olympia. Ở Paris, bà gia nhập Petit Conservatoire de la Chanson Madame Mireille và được xuất hiện trong một số chương trình phát thanh và truyền hình.
Sau đó, bà trở lại Ba Lan. Ngoài biểu diễn trong nước, bà cũng lưu diễn ở các nước như Đức, Bulgaria, Thụy Sĩ, Ý, Bồ Đào Nha, Luxembourg, Úc, Pháp, Mỹ và Canada.
Vào năm 2007, bà xuất bản cuốn tự truyện Motylem jestem, czyli piosenka o mnie samej (Tôi là một con bướm, một bài hát về chính tôi).